# 海士町立海士中学校
海士町立海士中学校（あまちょうりつ あまちゅうがっこう）は、島根県隠岐郡海士町にある公立中学校。2017年度の生徒数は約30人。

## 特色
隠岐諸島の島前にある海士町は、『ないものはない』をキャッチコピーに掲げる人口約2,300人の町である。「島前高校魅力化プロジェクト」を始めとして、保育園から高校までの一貫した「島まるごと教育の魅力化」に取り組んでいる。海士中学校の通学区域は海士町全域である。海士中学校の卒業生は島内の島根県立隠岐島前高等学校に進学する者もいれば、本土に下宿して松江市などにある高校に進学する者もいる。2017年11月には在校生が「少年の主張」全国大会で文部科学大臣賞を受賞した。
海士町は2017年度（平成29年度）から、小学生と中学1・2年生を対象にした「親子島留学」を行っている。中学校卒業までの期間、親子で海士町に居住して海士中学校に通う制度であり、年間3組程度を募集している。

## 沿革
- 1947年（昭和22年） - 海士村立中小学校海士分教場に海士村立海士第一中学校を併設。海士村立知々井小学校御波分教場に海士村立海士第二中学校を併設。
- 1949年（昭和24年） - 海士第一・海士第二中学校を統合して現在地に海士村立海士中学校を設置。
- 1956年（昭和31年） - 屋内運動場及び増教室竣工
- 1964年（昭和39年） - 寄宿舎「諏訪寮」完成
- 1969年（昭和44年） - 海士町の町制施行により海士町立海士中学校に改称。
- 1985年（昭和60年） - 新校舎落成
- 2003年（平成15年） - グランド大規模整備

## 著名な出身者
- 井手上漠 - モデル、タレント[5]